# Сикани
Сиканите (на латински: Sicani; на гръцки: Σικανοί) са древен народ, населявал през желязната епоха централната част на остров Сицилия.
От езика им са запазени само няколко фрагмента, които не дават възможност за неговата класификация. По време на Гръцката колонизация сиканите са постепенно асимилирани, а през Римската епоха напълно изчезват.